# Tönnjes E.A.S.T. Infrastruktur Invest
Компания Tönnjes E.A.S.T. Infrastruktur Invest GmbH (написание, используемое самой компанией: TÖNNJES E.A.S.T. INFRASTRUKTUR INVEST GmbH; произносится «Тёньес») – предприятие, работающее в области надежной идентификации транспортных средств. Главный офис компании находится в городе Дельменхорст, земля Нижняя Саксония, Германия.

## История
Компания J. H. Tönnjes была основана в 1832 году Хинрихом Тёньесом в городе Дельменхорст. Изначально это была мастерская по изготовлению бутылочных пробок, со временем было налажено промышленное производство пробок из пластмассы и алюминия. В начале 1960-х годов предприятие использовало существующие на тот момент времени технологии металлообработки и литья пластмасс под давлением для производства первых автомобильных номерных знаков.
С самого начала предприятие активно развивало экспорт оборудования и материалов. В последующие годы компания Tönnjes открыла новое направление деятельности. На сегодняшний день помимо производства номерных знаков и комплектующих к основным сферам деятельности компании относится литье пластмасс под давлением, а также изготовление рекламных щитов и вывесок.
В 1990 году было основано акционерное и коммандитное общество J.H. Tönnjes E.A.S.T. GmbH & Co KG, чтобы помимо классического экспорта заниматься также производством регистрационных автомобильных номеров за рубежом и действовать в качестве поставщика товаров и услуг для государственных органов уже на местах. Первые филиалы были основаны в странах бывшего восточноевропейского блока – в Венгрии, Польше, России, Латвии и Литве.
Наряду с J.H. Tönnjes E.A.S.T. была основана компания Tönnjes E.A.S.T. Infrastruktur Invest GmbH для осуществления стратегических инвестиций и приобретений, а также сохранения долей участия в предприятиях стран Европы и Америки.
В 2001 году была основана компания Tönnjes C.A.R.D. International GmbH для целенаправленной работы с развивающимися странами и странами со средним уровнем экономического развития за пределами Европы. С открытием филиалов в Латинской Америке и приобретением бизнеса в странах Африки Tönnjes C.A.R.D. быстро стала важным направлением деятельности для компании Tönnjes. В 2011 году произошло слияние зарубежных филиалов семейных предприятий Tönnjes и Utsch – был основан новый холдинг Utsch Tönnjes International AG (UTI). Компания Tönnjes C.A.R.D. стала составной частью холдинга UTI. С приобретением бизнеса в Соединенных Штатах Америки и в Австралии холдинг UTI стал мировым лидером в сфере идентификации транспортных средств.
В конце 2018 года новые владельцы компании, а также правление акционерного общества Utsch AG приняли решение о продаже всех своих долей в компании UTI инвестиционной компании Tönnjes E.A.S.T. Infrastruktur Invest GmbH. Так в компании был решен вопрос о внутренней конкуренции. Благодаря тому, что Tönnjes в последние годы действовала в качестве разработчика технологий, предприятие стало системным поставщиком, предлагающим все, что касается регистрации и идентификации транспортных средств – от производства автомобильных номерных знаков до создания реестра по допуску автотранспортных средств.

## Продукты и услуги
Сферы деятельности предприятия: программное обеспечение, электронная идентификация транспортных средств, обеспечение безопасности и производственная технология.